# Gianna Pederzini
Gianna Pederzini (Trento, 10 febbraio 1900 – Roma, 12 marzo 1988) è stata un mezzosoprano italiano.

## Biografia
Studiò a Napoli con Fernando de Lucia, e debuttò a Messina, nel ruolo di Preziosilla, nel 1923, ruolo con il quale esordisce il 28 gennaio 1924 anche al Teatro Regio di Parma.
Al Teatro dell'Opera di Roma nel 1928 diretta da Pietro Mascagni è la protagonista in Zanetto e Lola in Cavalleria rusticana con Claudia Muzio, Giacomo Lauri-Volpi e Benvenuto Franci.
Cantò in tutta Italia, particolarmente in Mignon e Carmen, e debuttò poi al Teatro San Carlo di Napoli, nel ruolo di Adalgisa, nel 1928, e quindi al Teatro alla Scala di Milano nel 1930. 
All'Arena di Verona debutta nel 1929 come Nancy in Martha con Ernesto Badini e nel 1930 è Preziosilla con Bianca Scacciati, Carlo Tagliabue, Francesco Merli, Ezio Pinza e Badini.
Ancora nel 1930 diretta da Franco Capuana al Teatro Regio di Torino canta nella prima assoluta di Fiori del Brabante di Alceo Toni ed è Isoliero ne Il Conte Ory con Badini e Vincenzo Bettoni ed a Napoli la principessa Bouillon in Adriana Lecouvreur con Badini.
Ancora a Roma nel 1931  è Cherubino ne Le nozze di Figaro diretta da Gino Marinuzzi con Giannina Arangi-Lombardi e Mariano Stabile, la principessa Bouillon in Adriana Lecouvreur diretta da Gabriele Santini con Aureliano Pertile, Liubava in Sadko diretta da Marinuzzi con Giacomo Vaghi ed Amneris in Aida con  Vaghi e nel 1932 la protagonista della prima assoluta di Madonna Oretta di Primo Riccitelli con Carmen Melis, Antonio Melandri ed Alessio De Paolis.
Sempre nel 1932 è la principessa Bouillon nella prima di Adriana Lecouvreur diretta da Franco Ghione con Giuseppina Cobelli, Margherita Carosio, Pertile e Giuseppe Nessi alla Scala e Madonna Oretta con la Melis, Giovanni Voyer e De Paolis al Teatro comunale.
Nel 1933 a Parma è Mignon, a Roma Laura ne La Gioconda diretta da Santini con Gina Cigna, Beniamino Gigli, Franci e Vaghi, Hansel in Hänsel e Gretel diretta da Santini, Beppe ne L'amico Fritz diretta da Mascagni e Preziosilla ne La forza del destino diretta da Marinuzzi con la Muzio, Merli, Mario Basiola e Vaghi, al Teatro Comunale di Firenze Maffio Orsini in Lucrezia Borgia diretta da Marinuzzi con l'Arangi-Lombardi, Gigli e Tancredi Pasero cantata anche a Roma diretta da Marinuzzi con Melchiorre Luise, l'Arangi-Lombardi, Gigli, De Paolis e Vaghi ed in Arena di Verona Urbano ne Gli ugonotti con Rosa Raisa, Giacomo Rimini, Lauri-Volpi e Pasero.
Nel 1931 debuttò alla Royal Opera House di Londra, nel 1934 è Carmen al Teatro Massimo Vincenzo Bellini di Catania e Carlotta con Tito Schipa nel Werther di Massenet diretto da Franco Ghione alla Scala di Milano, nel 1935 all'Opéra de Paris, nel 1938 al Teatro Colón di Buenos Aires e nel 1941 alla Staatsoper Berlin.
Possedeva un vasto repertorio, e negli anni trenta, contribuì alla riscoperta di rare opere di Rossini e Donizetti, mentre cantava i ruoli di mezzosoprano classici come quelli di Azucena, Ulrica, Amneris, Laura, ma anche alcuni ruoli di soprano drammatico come Santuzza e Fedora. 
Negli anni cinquanta, iniziò a concentrarsi su "ruoli da caratterista" come quello della contessa in La dama di picche, Mistress Quickly in Falstaff, Madame Flora in The Medium, e cantò alla prima di I dialoghi delle Carmelitane al Teatro alla Scala nel 1957.

## Repertorio
| Ruolo                   | Titolo                        | Autore           |
| ----------------------- | ----------------------------- | ---------------- |
| Katiuša Ljubova         | Risurrezione                  | Alfano           |
| Isoletta                | La straniera                  | Bellini          |
| Adalgisa                | Norma                         | Bellini          |
| Carmen                  | Carmen                        | Bizet            |
| Lady Macbeth            | Macbeth                       | Bloch            |
| La Contessa             | Pikovaja dama                 | Čajkovskij       |
| Rosa Mamai              | L'Arlesiana                   | Cilea            |
| Principessa di Bouillon | Adriana Lecouvreur            | Cilea            |
| Maffio Orsini           | Lucrezia Borgia               | Donizetti        |
| Pierotto                | Linda di Chamounix            | Donizetti        |
| Nancy                   | Martha                        | Flotow           |
| Fedora                  | Fedora                        | Giordano         |
| Hänsel                  | Hänsel e Gretel               | Humperdinck      |
| Kostelnička             | Jenůfa                        | Janáček          |
| Lola Santuzza           | Cavalleria rusticana          | Mascagni         |
| Beppe                   | L'amico Fritz                 | Mascagni         |
| Zanetto                 | Zanetto                       | Mascagni         |
| Margherita              | Guglielmo Ratcliff            | Mascagni         |
| Carlotta                | Werther                       | Massenet         |
| Primo Angelo            | Il giocoliere di Notre-Dame   | Massenet         |
| Madame Flora            | The Medium                    | Menotti          |
| La madre                | Amahl e i visitatori notturni | Menotti          |
| Urbano                  | Gli ugonotti                  | Meyerbeer        |
| Cherubino               | Le nozze di Figaro            | Mozart           |
| Dorabella               | Così fan tutte                | Mozart           |
| Paride                  | La bella Elena                | Offenbach        |
| Vanna dei Ricci         | Vanna Lupa                    | Pizzetti         |
| Laura Adorno            | La Gioconda                   | Ponchielli       |
| Madame de Croissy       | I dialoghi delle Carmelitane  | Poulenc          |
| La Zia Principessa      | Suor Angelica                 | Puccini          |
| La Voce                 | Lucrezia                      | Respighi         |
| Ljubava Buslajevna      | Sadko                         | Rimskij-Korsakov |
| Isabella                | L'italiana in Algeri          | Rossini          |
| Rosina                  | Il barbiere di Siviglia       | Rossini          |
| Angelina                | La Cenerentola                | Rossini          |
| Isoliero                | Il conte Ory                  | Rossini          |
| Dalila                  | Sansone e Dalila              | Saint-Saëns      |
| Ottaviano               | Il cavaliere della rosa       | Strauss          |
| Mignon                  | Mignon                        | Thomas           |
| Azucena                 | Il trovatore                  | Verdi            |
| Ulrica                  | Un ballo in maschera          | Verdi            |
| Preziosilla             | La forza del destino          | Verdi            |
| Principessa d'Eboli     | Don Carlo                     | Verdi            |
| Amneris                 | Aida                          | Verdi            |
| Mrs. Quickly            | Falstaff                      | Verdi            |
| Puck                    | Oberon                        | Weber            |
| Conchita                | Conchita                      | Zandonai         |
| La Comandante           | I cavalieri di Ekebù          | Zandonai         |